# Piazza Farinata degli Uberti

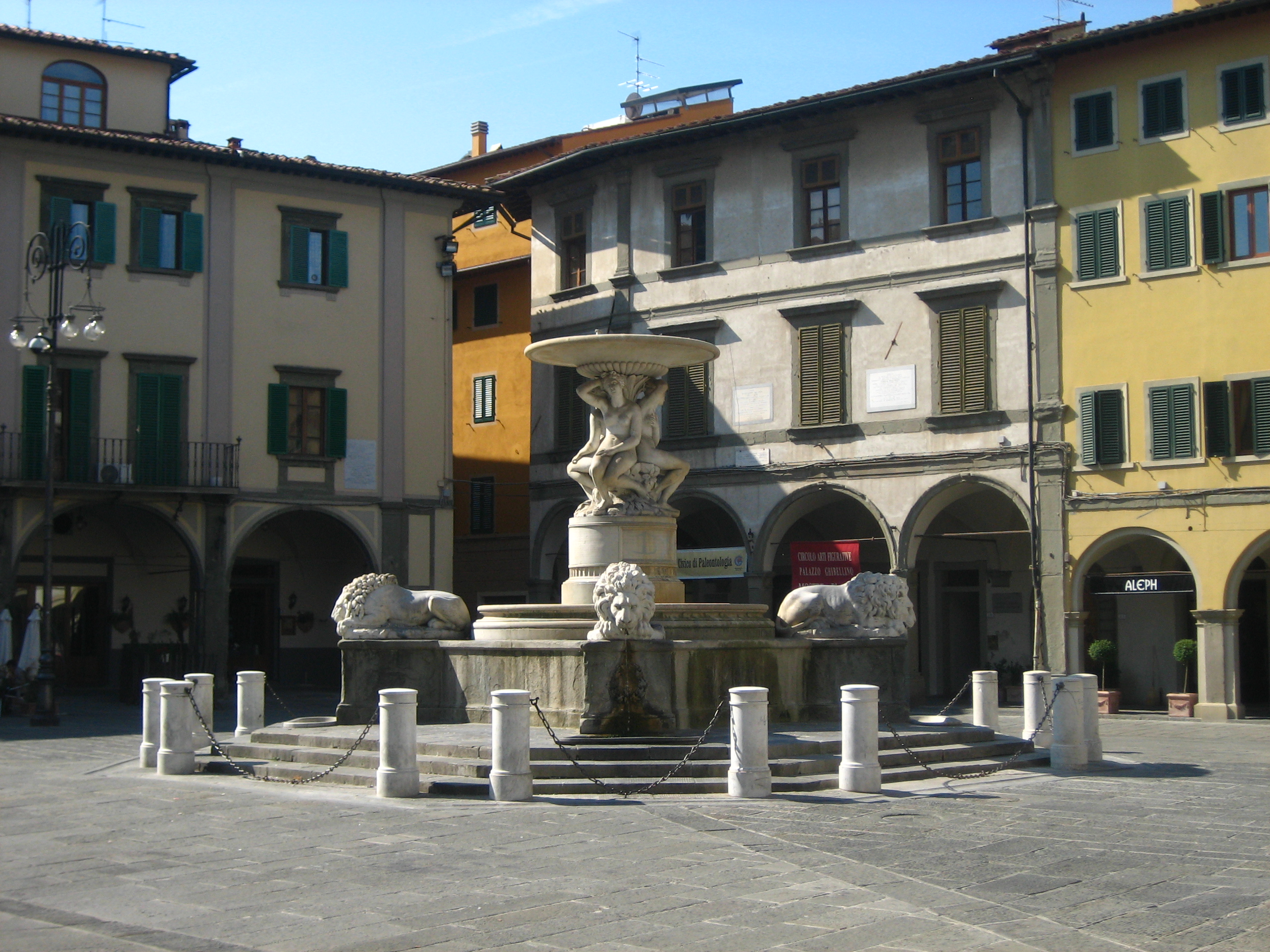
Fontana delle Naiadi (1828) e palazzo Ghibellino

Piazza Farinata degli Uberti è la piazza centrale del nucleo medioevale di Empoli, su cui si affacciano il polo religioso, rappresentato dalla Collegiata di Sant'Andrea, e quello politico, che aveva sede dapprima nel palazzo appartenuto ai conti Guidi, oggi noto come Palazzo Ghibellino, e poi nel Palazzo Pretorio di Empoli.

## Storia
Già prima dell’incastellamento del 1119, lungo la strada che collegava Firenze e Pisa sorgeva in questo luogo la Collegiata di Sant’Andrea. Come è stato proposto da studi recenti, essa doveva trovarsi affiancata all’asse viario; la zona antistante, quasi un’espansione trasversale della strada, era già adibita a "mercatale" e occupava un’area probabilmente più ampia di quella dell’attuale piazza. Dall’altro lato della via, parallelamente alla pieve, sorgeva l’oratorio di San Giovanni Battista, adibito a Battistero.
Con l’incastellamento del 1119, le prime mura delimitarono il complesso della pieve e della piazza e le zone abitative situate ad est e ad ovest, formando così una sorta di rettangolo allungato, percorso dalla via che si incuneava tra Pieve e Battistero, e delimitato dalla larghezza del mercatale.
Nei decenni successivi furono inglobate due grandi addizioni al nucleo primitivo: una a sud (chiamata nei documenti antichi “castrum”) e una a nord (il cosiddetto “burgus”). Empoli assunse in tal modo una forma perlopiù quadrata e le mura settentrionali e meridionali del vecchio recinto rettangolare, ormai demolite, furono sostituite dalle vie – le attuali via del Giglio e via Giuseppe del Papa – che divennero ben presto di importanza principale: infatti, nel 1267 fu costruito il campanile della Pieve proprio nella porzione di suolo in cui passava la primitiva via Fiorentina-Pisana, che venne così soppressa. Da allora, la piazza ha perso l’asse centrale originario e vi si accede soltanto dagli angoli affacciati a nord e a sud sulle vie sopra ricordate.
Col passare del tempo la piazza ha assunto varie denominazioni: dopo l'incastellamento fu chiamata semplicemente Piazza, poi Piazza della Pieve e Piazza dell'Olmo (o anche Piazza della Pieve all'Olmo: quasi certamente in ricordo di un albero di quella specie presente nello spiazzo).
Dal 1828 (sino ad oggi) gli empolesi cominciarono a chiamarla comunemente Piazza dei Leoni per via dei leoni presenti agli angoli della Fontana delle Naiadi o dei Leoni appena costruita.
Il nome ufficiale fu assegnato definitivamente dalla giunta comunale il 10 Dicembre 1881, in memoria del capitano ghibellino Farinata degli Uberti che, nel Concilio di Empoli del 1260, si era opposto alla distruzione di Firenze.
Come ricorda una lapide sulla parete di Palazzo Ricci (l'edificio situato fra la facciata della Collegiata di Sant'Andrea e l'angolo di Palazzo Pretorio di Empoli), dalla terrazza sovrastante la loggetta si affacciò, il 21 luglio 1867, Giuseppe Garibaldi. Il patriota, che in quei giorni si trovava ospite della famiglia Martelli a Vinci, si era recato a Empoli per assistere alle corse dei cavalli presso l'ippodromo del luogo, e colse l'occasione per tenere un discorso agli Empolesi, proclamando “d'Italia il compimento dei destini in Roma”. In quegli anni Palazzo Ricci era proprietà della Società di mutuo soccorso fra gli operai di Empoli, che fin dalla sua fondazione, nel 1861, aveva nominato Garibaldi come proprio presidente onorario. La stessa organizzazione provvide dunque a far erigere la lapide commemorativa nel 1882 (poi distrutta durante la Seconda Guerra Mondiale: l'attuale lapide è una copia posizionata nel 1963).

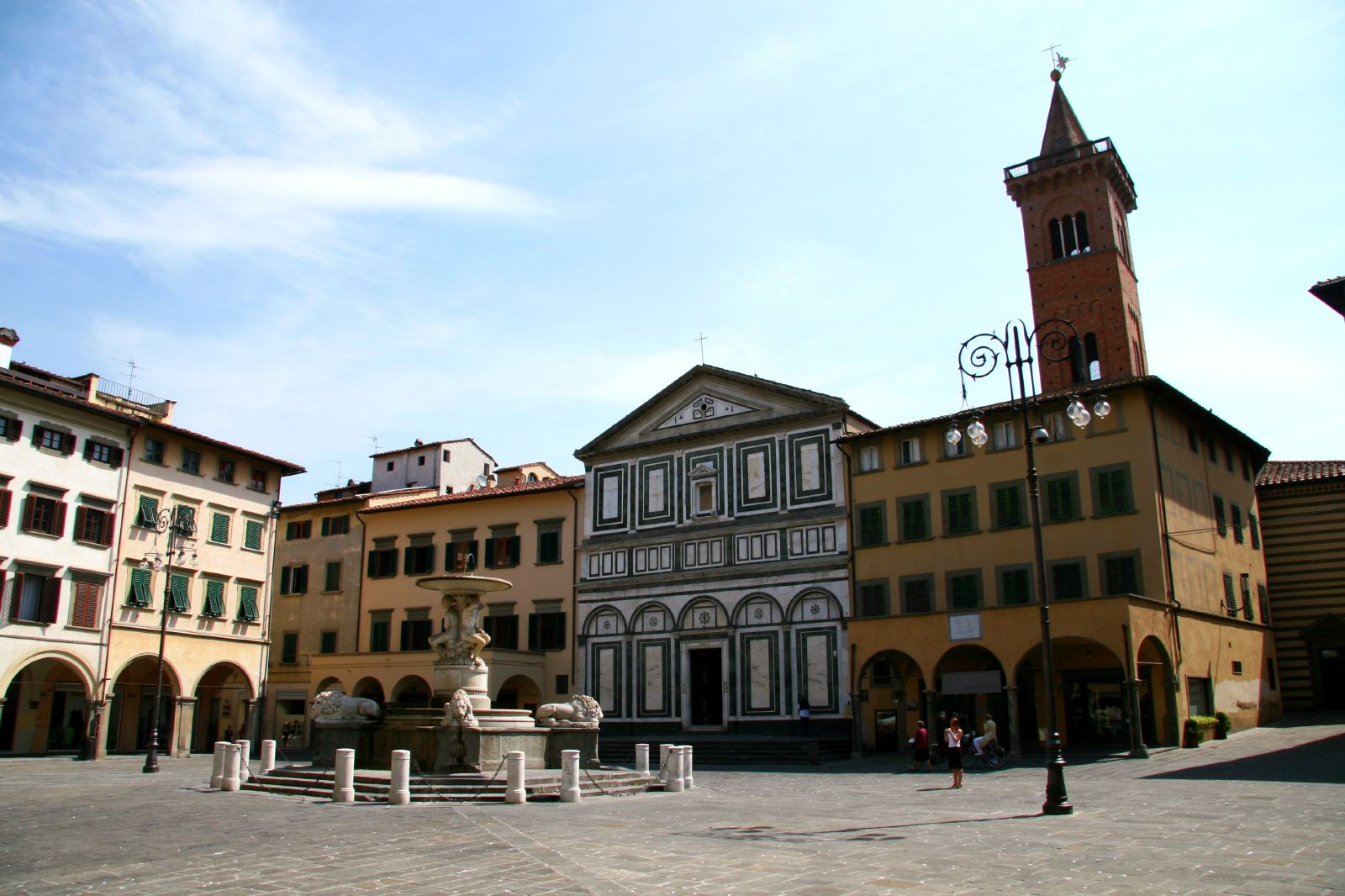
Piazza Farinata degli Uberti a Empoli.

## Descrizione
La piazza, così delimitata, era caratterizzata a est dalla Collegiata di Sant’Andrea (e dal Battistero che, successivamente, le venne annesso) e, a ovest, dal palazzo dei Conti Guidi, che vantavano diritti sull’abitato empolese. Questo palazzo, ricordato per la prima volta nel 1254 come “palatium vetus”, aveva l’aspetto di un edificio fortificato che dominava strategicamente la piazza del mercatale e il tratto di strada che da essa conduceva alla Porta Pisana. È possibile che fosse questo il palazzo al cui interno, nel 1260, si tenne il celebre Congresso di Empoli a seguito della Battaglia di Montaperti. Dopo alcuni passaggi di proprietà, nel corso del Cinquecento l’edificio fu acquisito e rinnovato dalla famiglia Giomi, che conferì alla struttura l’aspetto che conserva ancora oggi, benché sotto il nome di Palazzo Ghibellino.
L’altro edificio che qualifica Piazza Farinata degli Uberti è il cosiddetto Palazzo Pretorio, collocato a sud della pieve e a filo della sua facciata. Non è certa l’epoca della sua costruzione ma sembra che si debba collocare tra la fine del XIII secolo e il 1326.

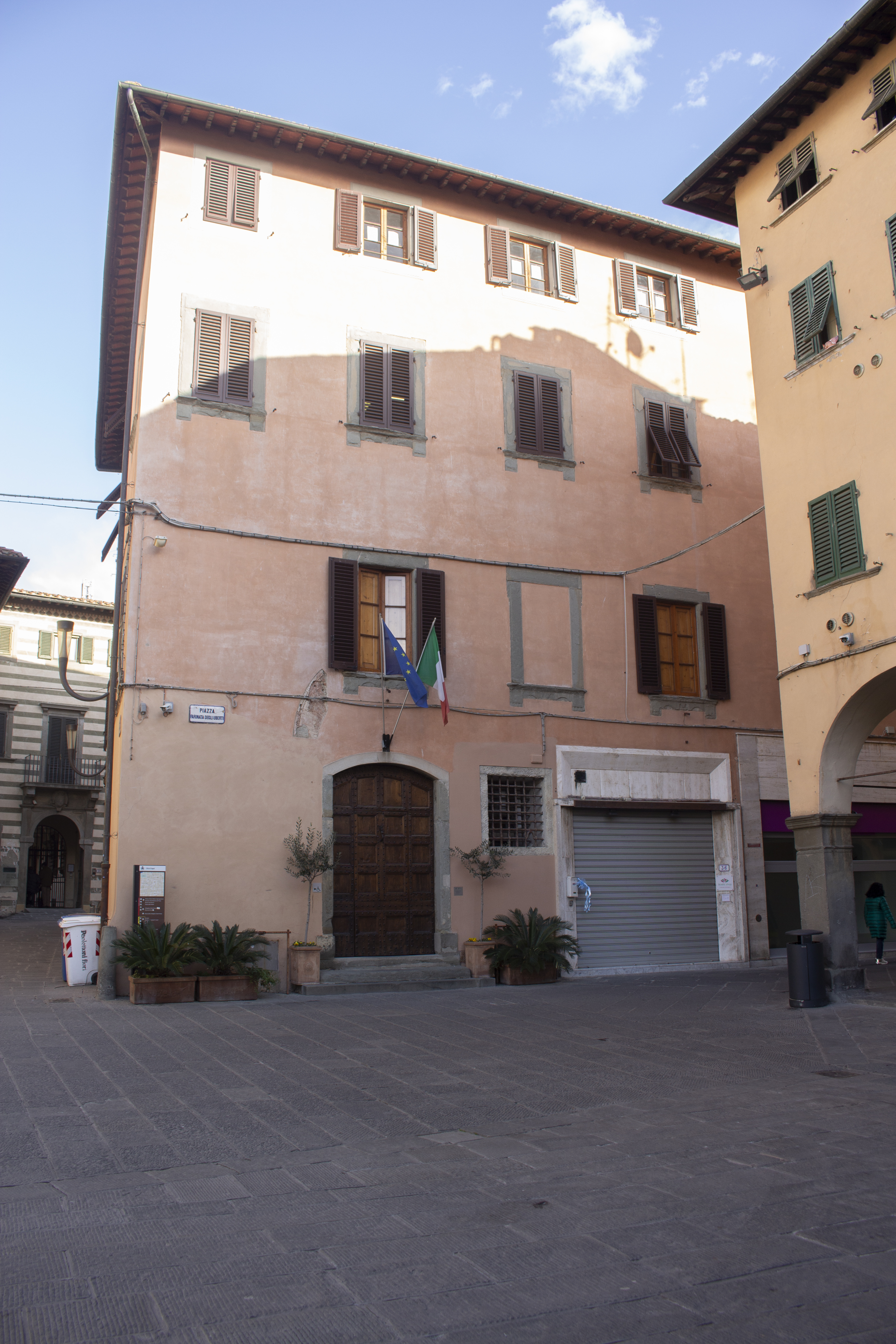
Palazzo Pretorio di Empoli

Gli altri casamenti che si affacciano sulla piazza erano in origine di altezza inferiore a quella odierna e le facciate erano tutte arretrate rispetto alla conformazione attuale. Si ha notizia che, davanti alle botteghe che si aprivano a pian terreno, erano collocati dei portici in legno, atti a ospitare lo svolgimento del mercato settimanale; soltanto fra il XV e il XVI secolo si cominciò a sostituire progressivamente le strutture lignee con loggiati in muratura, mediante l’avanzamento delle facciate degli edifici.
Come in altri centri soggetti alla dominazione fiorentina (Pietrasanta, Montepulciano), al centro della piazza fu eretta una colonna con il Marzocco, il leone recante lo scudo col giglio di Firenze, che fu distrutto durante la breve stagione napoleonica.  
Nel 1802, l’allora “maire” (cioè il sindaco) Luigi Busoni propose anche di rifare il lastricato della piazza e sostituire la vecchia pavimentazione in cotto (testimoniata anche da alcune fonti iconografiche) con “lastre riquadrate di Gonfolina” (una qualità di pietra serena che si estraeva da alcune cave non distanti da Empoli, presso Lastra a Signa), ma il progetto non andò in porto per la caduta dell’Impero. Dopo la Restaurazione, al posto del vecchio Marzocco fu costruita la bella Fontana delle Naiadi o dei Leoni, o Fontana dei Leoni, ad opera degli scultori Luigi Pampaloni ed Ottavio e Luigi Giovannozzi, e contestualmente fu eseguito il progetto di rifacimento del lastricato in pietra.